# Gishiki
Gishiki (儀式, Cerimònia) és una pel·lícula dramàtica japonesa del 1971 dirigida per Nagisa Ōshima, i protagonitzada per Kenzo Kawarasaki i Atsuko Kaku. La pel·lícula té lloc al Japó de la postguerra, seguint un clan japonès a través de les seves cerimònies de noces i funerals, i tot el que fa la família per preservar les seves tradicions malgrat el dany que causa a les generacions més joves.

## Argument
La pel·lícula comença amb Masuo Sakurada rebent un telegrama del seu cosí Terumichi. Viatja amb la seva cosina Ritsuko per comprovar la seva cabana i veure si el telegrama és cert. Masuo té un flashback a la cerimònia del primer aniversari de la mort del seu pare, després que ell i la seva mare siguin repatriats al Japó des de Huludao. Com que el seu germà petit va morir abans que tornessin de l'antic Mantxukuo, s'espera que Masuo visqui per dos fills.
Al llarg de cadascuna de les cerimònies, es revela l'embolicada xarxa familiar, amb nombrosos casos d'incest que fan que les relacions entre cadascun dels membres de la família siguin poc clares. L'incest continuat no només s'espera entre la família. El mateix Masuo està interessat en Setsuko, i més tard en Ritsuko, i es troba competint amb Terumichi per ells.
Masuo es veu sacrificant gran part de la seva llibertat per la família. Té talent per al beisbol, però hi renuncia quan la seva mare mor i ell no és present. Crema totes les seves possessions de beisbol excepte el seu guant. El seu sacrifici arriba al seu clímax quan passa per una cerimònia de matrimoni amb una núvia absent per insistència del seu avi. Finalment allibera la seva frustració i odi pel seu avi després. El seu avi mor anys més tard, i en el seu funeral, els seus oncles li demanen a Masuo que es casi el més aviat possible per tenir un altre hereu del llinatge familiar.
Masuo i Ritsuko finalment arriben a la cabana de Terumichi al segment final de la pel·lícula, per descobrir que el telegrama que els informa de la mort de Terumichi és cert. Ritsuko se sent l'obligació de suïcidar-se al costat de Terumichi, perquè havia estat el seu amant. Masuo abandona l'escena, i fora té un flashback a un record d'infantesa de jugar a beisbol amb els seus cosins i Setsuko, que han mort.

## Repartiment
- Nobuko Otowa com a Sakurada Shizu
- Kenzo Kawarasaki com a Masuo
- Kei Satō com a Kazuomi, l'avi
- Atsuko Kaku com a Ritsuko
- Atsuo Nakamura com a Terumichi
- Akiko Koyama com a Setsuko
- Fumio Watanabe com Susumu
- Kiyoshi Tsuchiya com a Tadashi
- Hosei Komatsu com a Sakurada Isamu
- Rokko Toura com a Sakurada Mamoru
- Eitaro Ozawa com a Tachibana Takeyo

## Producció

### Temes i interpretacions
Gishiki, com moltes altres pel·lícules d'Ōshima, sovint es veu com un crítica social de la societat japonesa. Un dels temes més importants de la pel·lícula és el de l'intent del clan de semblar pròsper per fora, mentre que secretament es desfà per dins. En el seu article sobre Nagisa Ōshima a Senses of Cinema, Nelson Kim afirma que això està mostrant com el Japó en si mateix està "atrapat entre el passat i el present", amb una generació més gran atrapada en els seus camins i una generació més jove que té por de parlar. Qualsevol intent de canvi de l'ordre social és frustrat. Això es veu millor amb el personatge de Tadashi, un  simpatitzant nacionalista d’estrema dreta que casualment mor després d'intentar interrompre la cerimònia del casament de Masuo.
La pel·lícula també mostra fins a quin punt el clan Sakurada fa per preservar les tradicions i com afecten negativament a les generacions més joves. Això es veu millor a l'escena del casament de Masuo, en què la seva núvia no apareix. En lloc de cancel·lar el casament, Kazuomi insisteix que la cerimònia es desenvolupi com estava previst, amb Masuo enfrontant-se a la vergonya d'haver de casar-se amb una núvia inexistent.
L'incest comès dins la família és també una crítica recurrent a la societat japonesa. L'obsessió del clan per la consanguinitat per mantenir pura la línia familiar és un reflex de la conformitat, la xenofòbia i el racisme que impregnen la societat japonesa. La xenofòbia també se satirtza de nou a la cerimònia del casament de Masuo, quan un familiar de la núvia absent està donant un discurs sobre com aquesta noia inexistent és una "noia japonesa perfecta i pura" que no ha estat contaminada per la influència estrangera.
Una escena recurrent de la pel·lícula consisteix en Masuo posant l'orella a terra. La primera vegada que es mostra l'escena, explica que està escoltant el seu germà, que va ser enterrat viu al nord-est de la Xina. Això es repeteix la nit abans de la mort de Setsuko, i de nou al final de la pel·lícula. Aquest gest es converteix en una metàfora de la moral endarrerida i que ha paralitzat la humanitat del clan Sakurada.

### Estil i forma
Gishiki té una narració no lineal, saltant d'anada i tornada entre el present, amb Masuo i Ritsuko sortint a buscar Terumichi, i el passat, tots els casaments i funerals als quals va assistir Masuo al llarg de la seva vida. Masuo sovint ofereix una narració de veu en off dirigida als seus familiars sobre els seus penediments pel passat i els seus sentiments sobre com van afectar la seva vida. La partitura musical apareix principalment durant les seqüències actuals entre Masuo i Ritsuko, o en seqüències que d'altra manera estarien en silenci. Les cerimònies del passat no solen tenir cap acompanyament musical.
Ōshima i el director de fotografia Toichiru Narushima sovint fan ús d'enquadraments simètrics i lents gran angulars, i al llarg de cada cerimònia sovint segueixen la càmera cap a persones que parlen. En plans més amplis dins de les cerimònies, la càmera sovint se centra en un costat de la disposició dels seients del clan a la cerimònia, emmarcat de manera que tots en el marc estiguin mirant a la mateixa direcció, de manera similar a l'escena del dinar familiar al final de Contes de Tòquio de Yasujirō Ozu.
Gishiki fa ús de moltes preses llargues. Algunes de les converses més privades durant les cerimònies es reprodueixen al llarg de llargues sessions estàtiques, sense que cap dels personatges es mou per la pantalla. Sovint s'utilitzen plans de seguiment de gran angular per ajudar a establir ubicacions, ja que la pel·lícula no fa ús de la regla dels 180 graus en el seu muntatge.